# Idiocera laterospina
Idiocera laterospina är en tvåvingeart som först beskrevs av Alexander 1975.  Idiocera laterospina ingår i släktet Idiocera och familjen småharkrankar. Inga underarter finns listade i Catalogue of Life.